# Contoderopsis luzonica
Contoderopsis luzonica là một loài bọ cánh cứng trong họ Cerambycidae.